# Барановский, Владимир Степанович
Влади́мир Степа́нович Барано́вский (1 [13] сентября 1846 — 7 [19] марта 1879) — русский изобретатель и конструктор первых систем скорострельной артиллерии.

## Биография
Владимир Барановский родился в Гельсингфорсе (Хельсинки). Сын российского инженера и изобретателя Степана Ивановича Барановского (1817—1890).
С 1867 года работал на заводе Нобеля в Петербурге, где им были разработаны усовершенствования для картечниц Гатлинга.
В 1877 году вместе со своим двоюродным братом Петром Викторовичем Барановским основал в Санкт-Петербурге завод для производства артиллерийских трубок (взрывателей) и патронных гильз (впоследствии «Механический и гильзовый завод наследников П. В. Барановского», в настоящее время — ОАО «Компрессор»).
В 1872—1875 годах сконструировал 63,5-мм (2½-дюймовую) скорострельную пушку с унитарным патроном. Полевые орудия Барановского применялись во время русско-турецкой войны 1877—1878 (два орудия), а десантная пушка — при подавлении Ихэтуаньского восстания и в русско-японскую войну 1904—1905. В пушках Барановского впервые были применены поршневой затвор с самовзводным ударником, предохранитель, унитарный патрон, ударный способ воспламенения заряда, безоткатный лафет, оптический (телескопический) прицел и другие усовершенствования.
Также Барановский создал станок для сборки унитарных патронов, получивший широкое распространение, известны его изобретения в других областях техники (водоотливная машина для работ на золотых приисках, гидропульт и другое).
Вместе с отцом С. И. Барановским построил подводную лодку.

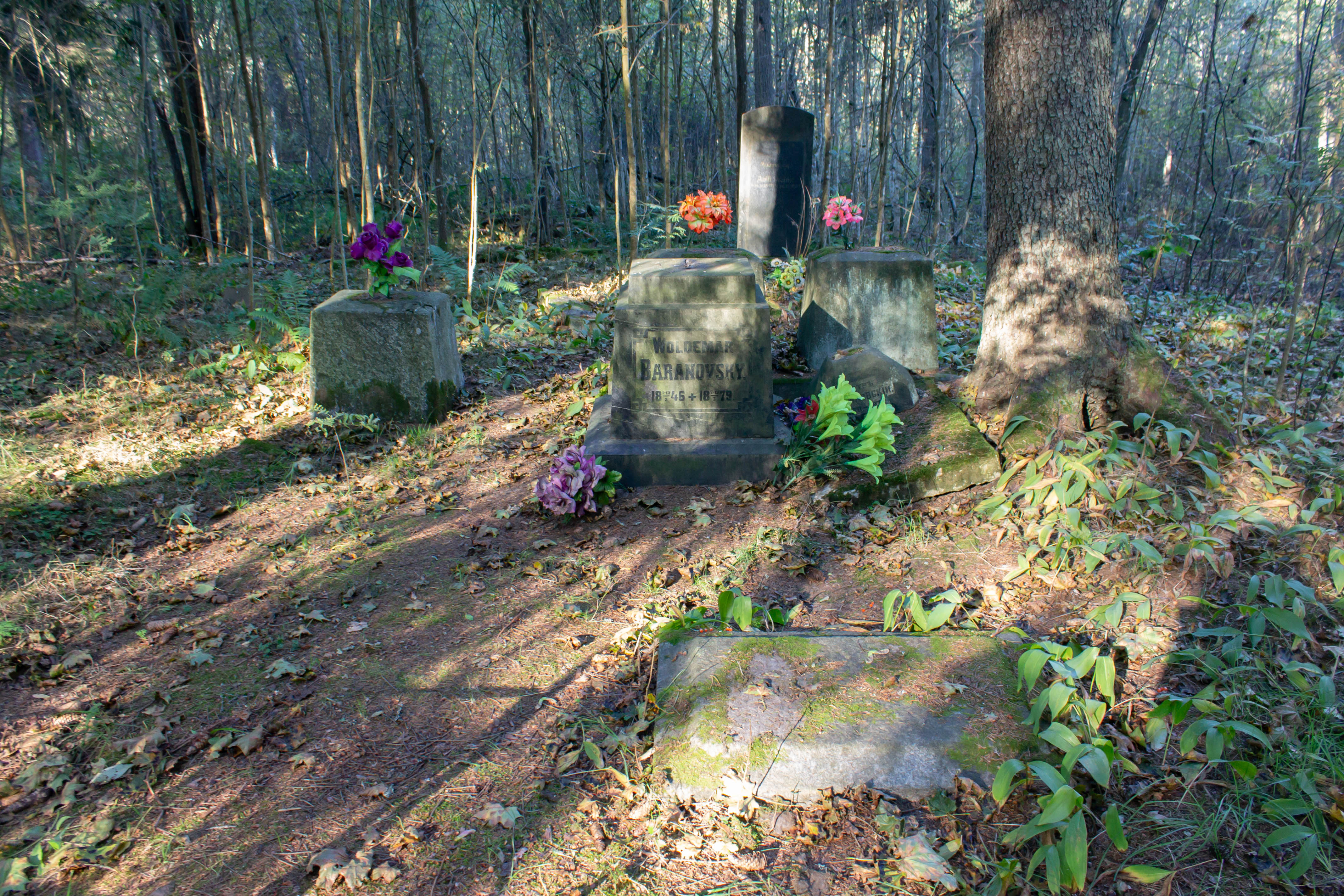
Могилы Владимира Барановского и его сына Петра на кладбище в Куликово

Владимир Степанович Барановский погиб на артиллерийском полигоне около Петербурга из-за осечки во время испытания возвращённых с войны новых унитарных патронов к скорострельной пушке. Похоронен в посёлке Куликово.

## Скорострельная пушка Барановского

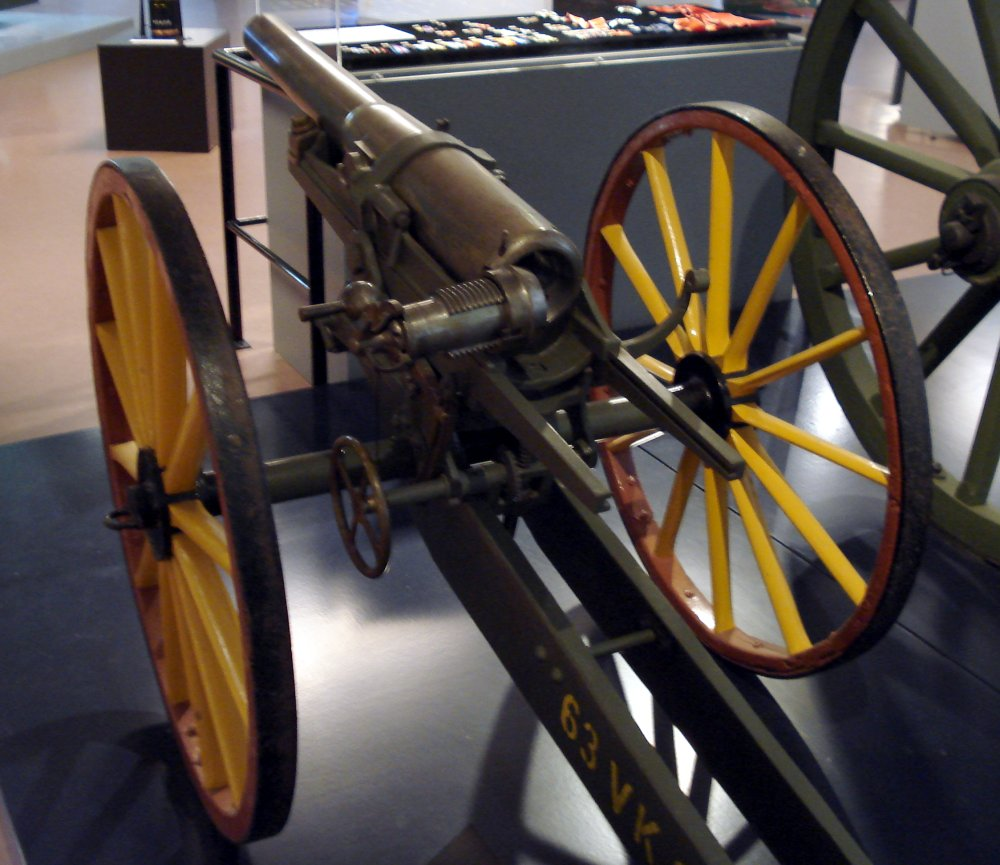
Скорострельная пушка Барановского

2,5-дюймовая (63,5 мм) скорострельная пушка предназначалась для десантных операций. Пушка поступила на вооружение Русского флота. В 1877 году также были приняты на вооружение полевая и горная скорострельные пушки.
В скорострельной пушке Барановский применил единый (унитарный) патрон. После выстрела гильза удалялась из орудия выбрасывателем, а новый патрон запирался впервые применённым поршневым затвором с самовзводящимся пружинным ударником. В конструкцию В. С. Барановский ввёл предохранитель, предотвращающий выстрел при неплотно закрытом затворе. Также был применён упругий лафет, предотвращающий откат орудия при выстреле.
Пушка также имела поворотный механизм с винтовой и зубчатой передачами для перемещения ствола в вертикальном и горизонтальном направлениях, оптический (телескопический) прицел, заменивший целик и мушку.